# Francesco Baldisserotto
Francesco Marco Baldisserotto (Venezia, 10 luglio 1815 – Vicenza, 5 dicembre 1881) è stato un patriota italiano.

## Biografia
Venne alla luce a Venezia, al civico 1778 di via Eugenia (oggi Via Garibaldi), figlio di Iacopo Antonio Baldisserotto - di provenienza vicentina, che, nel 1812, aveva acquistato una farmacia a Venezia - e di Teresa De Pieri veneziana
Compì gli studi presso il Collegio navale di Venezia, dove si diplomò nel 1832. Divenuto ufficiale della marina austriaca, viaggiò nell'Adriatico, nel Mar Nero, nel Mediterraneo e nell'Atlantico (Francia, Africa, Stati Uniti e America del nord) su bastimenti a vela e a vapore.
Coetaneo e compagno dei fratelli Bandiera, ne condivise gli ideali e si affiliò alla setta “Esperia” da loro fondata.  Dal 22 marzo 1848 al 27 agosto 1849 partecipò alla rivoluzione veneziana come tenente di vascello. Nel gennaio 1849 venne eletto, assieme al fratello farmacista Bernardo all'Assemblea Permanente e poi, il 16 giugno 1849, membro della Commissione militare con Girolamo Ulloa e Giuseppe Sirtori. È ritratto a fianco di Daniele Manin nel quadro di Gianbattista Dalla Libera Venezia resisterà all'austriaco ad ogni costo (2 aprile 1849) oggi conservato al Museo Correr di Venezia. Nel corso dell'insurrezione divenne capitano di corvetta, ossia Maggiore. Sposò Elisa Dinelli, nata a Trieste nel 1824.
Dopo la resa di Venezia fu incaricato dal Manin di allestire, d'accordo con il console francese, gli otto bastimenti per il trasporto degli esuli e dei proscritti verso Corfù, dove nel 1850 nacque la primogenita Teresa. Da lì si trasferì a Torino dove Re Vittorio Emanuele gli conferì la cittadinanza il 12 dicembre 1852 e dove nacque il secondogenito Bernardo. Mantenne se stesso e la famiglia insegnando matematica e geometria in scuole pubbliche e istituti privati.
Nel 1856, dopo l'amnistia, tornò a Venezia, dove gli vennero comunque confiscate le proprietà e abitò col fratello nella famosa casa-farmacia all'insegna del Basilisco, in via Eugenia, dove nacquero la terzogenita Antonietta ed il quarto figlio Antonio. Allo scoppio della guerra, nel 1859, venne arrestato assieme al fratello Bernardo e, per misura precauzionale, in quanto ex patrioti veneziani, deportato nella fortezza di Josefstadt; liberato poco dopo ritornò in Piemonte.
Nel maggio 1860 Cavour accolse la sua richiesta di ingresso nella marina sabauda. Si spostò a Napoli ed in Sicilia come comandante del piroscafo Washington, che seguiva con i rifornimenti l'avanzata dei Mille di Garibaldi. Nel 1860 venne anche promosso capitano di corvetta ed aiutante generale presso il comando generale della marina a Palermo e il 19 settembre dello stesso anno l'eroe dei due mondi lo avanzò a capitano di fregata e lo nominò direttore per la segreteria di stato della marina.
Collocato a riposo nel 1869, si stabilì a Vicenza, dove morì il 5 dicembre 1881.

## Fonti
Archivio Baldisserotto, Venezia